# Agneta Ehrensvärd
Agneta Ehrensvärd, född 23 mars 1949 i Stockholm, är en svensk skådespelare och regissör. Hon var tidigare konstnärlig ledare för Dramatens barn- och ungdomsverksamhet, Unga Dramaten.

## Biografi
Ehrensvärd har varit anställd på Dramaten sedan 1976 där hon medverkat i över 40 pjäser. Hon har spelat Shakespeare, Molière, Brecht och Anouilh, men även mycket svenskt som till exempel Christina Herrström, Mats Wahl och Per Åke Nygren.
1988 spelade hon Berta i Anne Charlotte Lefflers Sanna kvinnor, en av de egna rollerna som hon värdesätter mest. Två andra exempel är hennes allra första roll på Dramaten, Pernille i Den jäktade, en roll som hon fick överta av Lena Nyman, samt Ballon och Solvejgs mor i Ingmar Bergmans uppsättning av Peer Gynt.
Agneta Ehrensvärd har också medverkat i TV, radio och film. Hon hade roller i TV-serierna Goda grannar (1986–1987) och Det var då (1988–1989). 1991 var hon med i Luigis Paradis som Pelle Seth regisserade för Kanal 1 Drama. Flera av hennes dramatenföreställningar har filmats för TV, bland andra Damorkestern (regi Ingvar Kjellson, 1987), Finns vi? (regi Ewa Fröling, 1989) och Sanna kvinnor (regi Gunnel Lindblom, 1991). På film har hon medverkat i filmerna Om sju flickor, Mannen som blev millionär och Sopor.
Ehrensvärd har alltmer ägnat sig åt regi. Hon har arbetat som regissör både på Dramaten och på andra scener.
År 2004 blev Ehrensvärd konstnärlig ledare för Unga Dramaten. Senare innehade hon samma roll på Pygméteatern.

## Priser och utmärkelser
- 2006 – Litteris et Artibus
- 2014 – Svenska teaterkritikers förenings teaterpris
- 2016 – Medeapriset

## Filmografi
- 1969 – Konfrontation
- 1969 – Eva – den utstötta
- 1971 – Leka med elden
- 1973 – Om 7 flickor
- 1978 – Rätt ut i luften
- 1980 – Mannen som blev miljonär
- 1981 – Sopor
- 1981 – Babels hus (TV-serie)
- 1981 – Skärp dig, älskling! (TV-serie)
- 1982 – Strul
- 1989 – Det var då... (TV-serie)
- 1991 – Sanna kvinnor
- 1991 – Luigis paradis
- 1998 – Rederiet (TV-serie)

## Teater

### Regi (ej komplett)
| År   | Produktion                                              | Upphovsmän                                    | Teater                            |
| ---- | ------------------------------------------------------- | --------------------------------------------- | --------------------------------- |
| 1990 | Lubbe och Marika                                        |                                               | Dramaten/ Teater Brunnsgatan Fyra |
| 1992 | Osynliga vänner                                         |                                               | Dramaten                          |
| 1993 | Pirater                                                 |                                               | Dramaten                          |
| 1993 | Ett litet drömspel                                      | Staffan Westerberg                            | Dramaten                          |
| 1993 | Kan du vissla Johanna                                   | Ulf Stark                                     | Dramaten                          |
| 1994 | Pojken och stjärnan                                     |                                               | Dramaten                          |
| 1995 | Glasmenageriet The Glass Menagerie                      | Tennessee Williams                            | Dramaten                          |
| 1996 | Spelet om lyckan och framtiden                          | Lars Löfgren och Kaj Lundgren                 | Dramaten                          |
| 1996 | Tvillingarna från Venedig I due gemelli veneziani       | Carlo Goldoni                                 | Dramaten                          |
| 1996 | Kvinnan som gifte sig med en kalkon                     |                                               | Dramaten                          |
| 1997 | Människor i solen                                       |                                               | Dramaten                          |
| 1998 | Råttfångaren                                            |                                               | Dramaten                          |
| 1999 | I sista minuten (Dramatisk underhållning inför år 2000) |                                               | Dramaten                          |
| 1999 | Kranes konditori                                        | Cora Sandel                                   | Dramaten                          |
| 2000 | Har du hört att Gösta bitit i gräset                    |                                               | Dramaten                          |
| 2001 | Bestseller                                              |                                               | Dramaten                          |
| 2001 | Komisk talang Comic Potential                           | Alan Ayckbourn                                | Dramaten                          |
| 2001 | Pinocchio                                               | Carlo Collodi Dramatisering Sven Hugo Persson | Dramaten                          |
| 2003 | Ett litet drömspel                                      | Staffan Westerberg                            | Dramaten                          |
| 2004 | En prins, en vålnad och en vindmaskin                   |                                               | Dramaten                          |
| 2004 | Var man                                                 |                                               | Dramaten                          |
| 2005 | Flyktbilen                                              |                                               | Dramaten                          |
| 2006 | I skuggan av Hamlet                                     |                                               | Dramaten                          |
| 2006 | När tågen går förbi                                     |                                               | Dramaten                          |
| 2007 | Alexander och påfågeln                                  |                                               | Dramaten                          |
| 2008 | Upp i sadeln - En kabaré med lösa tyglar                |                                               | Dramaten                          |
| 2010 | Spöken, Strindberg och korsetter                        |                                               |                                   |
| 2015 | Potatisrebellerna                                       | Magnus Lindman                                | Dramaten                          |
| 2016 | Ensam och Esmeralda                                     | Martina Montelius                             | Dramaten                          |

### Roller (ej komplett)
| År   | Roll                                      | Produktion                                          | Regi             | Teater         |
| ---- | ----------------------------------------- | --------------------------------------------------- | ---------------- | -------------- |
| 1970 | Annick                                    | 40 karat Pierre Barillet och Jean-Pierre Grédy      | Per Gerhard      | Vasateatern    |
| 1976 | Pernille                                  | Den jäktade Ludvig Holberg                          | Henning Moritzen | Dramaten       |
| 1988 | Lucy Betty                                | Tolvskillingsoperan Bertolt Brecht och Kurt Weill   | Peter Langdal    | Dramaten       |
| 1991 | Luitgard Sparre                           | Sixten och Elvira Lars-Åke von Vultée och Jan Wirén | Hans Alfredson   | Cirkus Olympia |
| 1991 | Solvejgs mor Gammelmormor Monsieur Ballon | Peer Gynt Henrik Ibsen                              | Ingmar Bergman   | Dramaten       |